# 데니스 모옌
데니스 모옌(독일어: Dennis Mojen, 1993년 ~ )은 독일의 배우이다.

## 출연 작품
- 쁘떼뜨 (2019)